# Sidastrum micranthum
Sidastrum micranthum är en malvaväxtart som först beskrevs av St.-hilaire, och fick sitt nu gällande namn av P.A. Fryxell. Sidastrum micranthum ingår i släktet Sidastrum och familjen malvaväxter. Inga underarter finns listade i Catalogue of Life.

## Bildgalleri

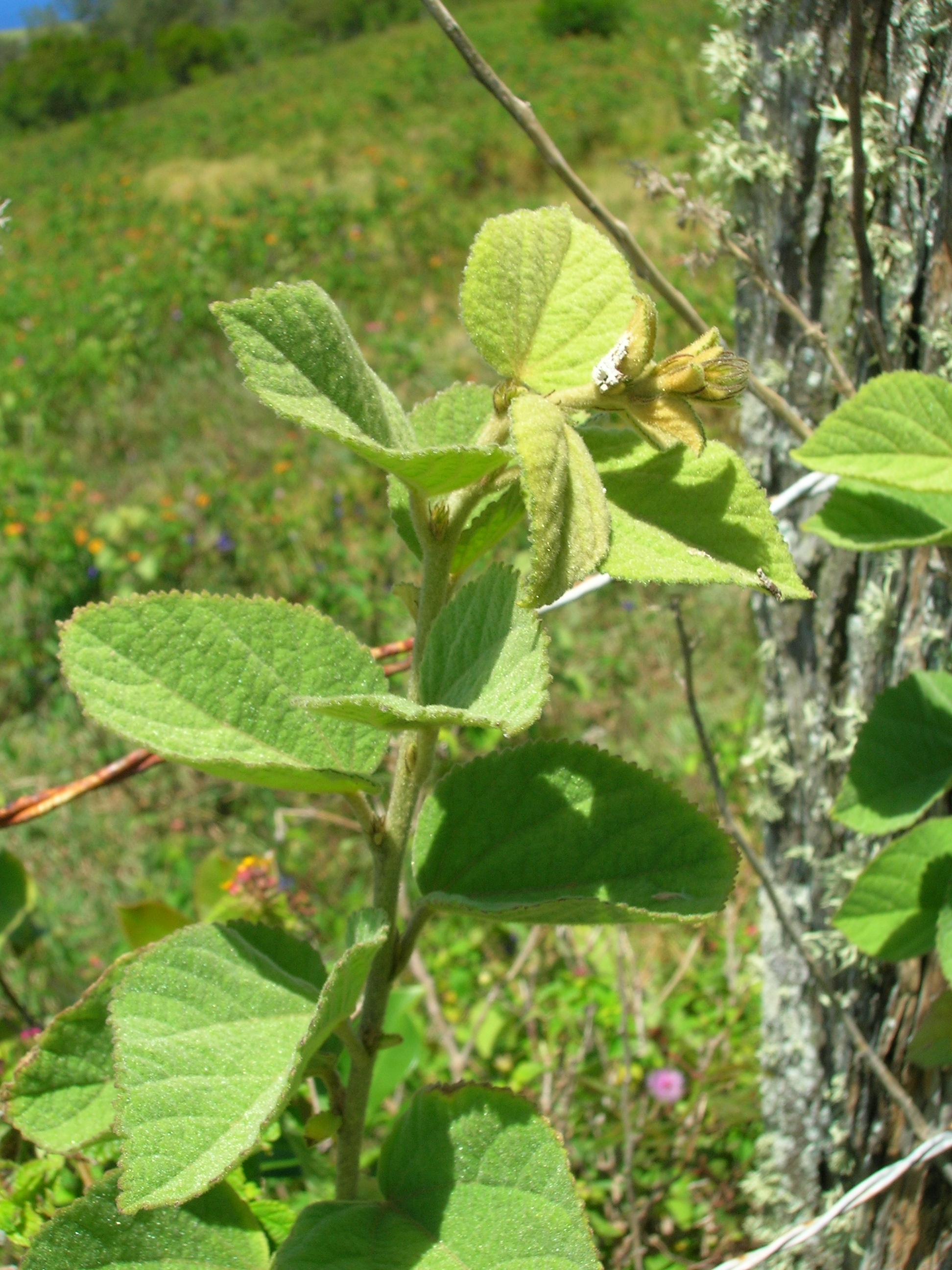
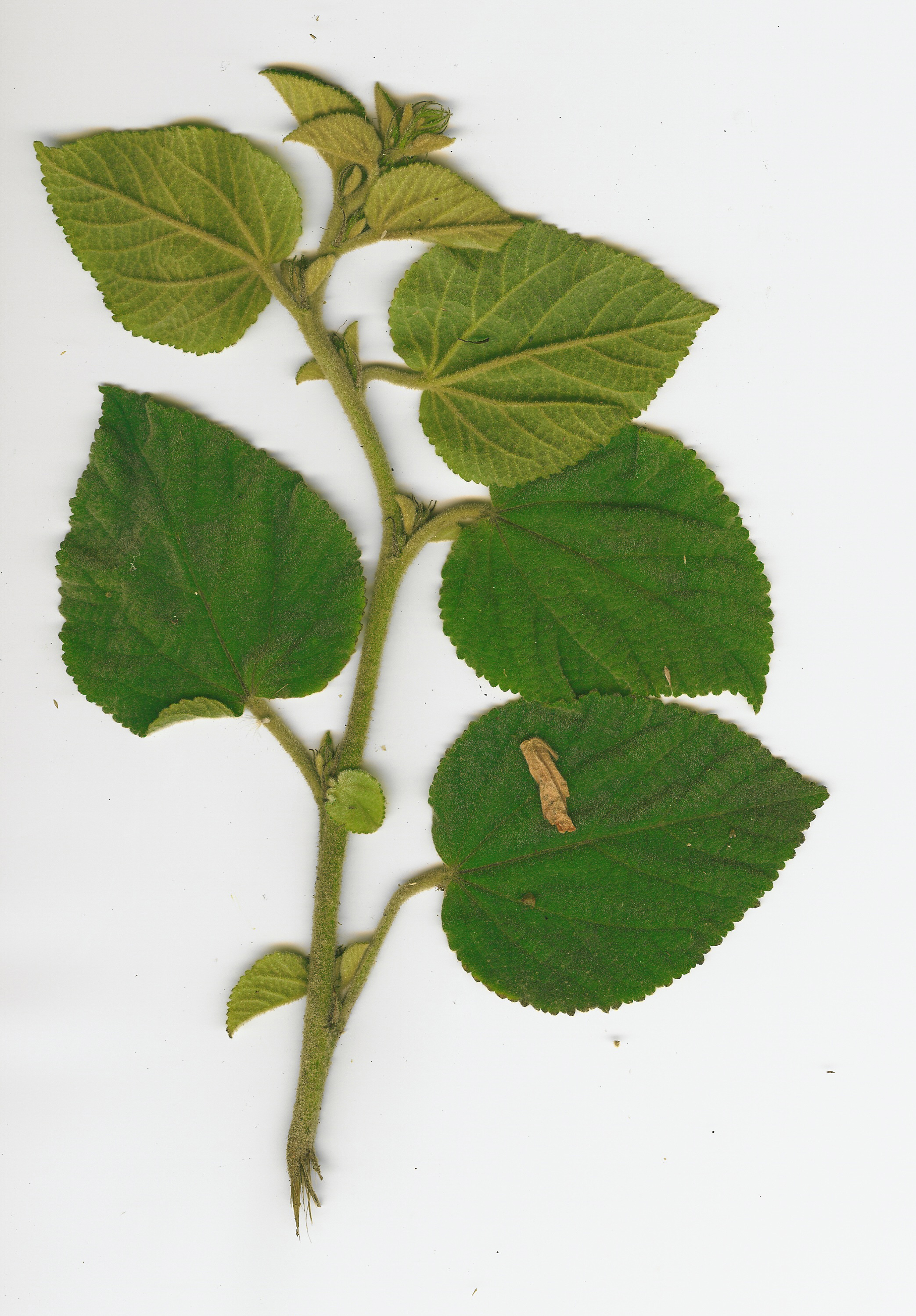